# Linda Chung
Linda Chung Ka-yan (chino: 鍾嘉欣) (nacida el 9 de abril de 1984 en Maple Ridge, Columbia Británica, Canadá) es una actriz y cantante Hong Kong. Actualmente reside en Hong Kong y firmó contrato con Broadcasts Limited (TVB), después de ganar en un concurso de belleza en el 2004 de Miss China Internacional. Ha participado en series de televisión como Forensic Heroes, Heart of Greed, Moonlight Resonance, A Journey Called Life, The Gem of Life, Yes, Sir. Sorry, Sir!, Legend of the Demigods, Ghost Writer y Witness Insecurity, entre otras.

## Biografía
Chung nació en Maple Ridge y se crio en Vancouver, Columbia Británica, Canadá, con su hermano mayor y una hermana. Después de graduarse de la escuela secundaria de Templeton en Vancouver, Chung estudió ciencias de la educación en la Universidad de Columbia Británica durante dos años.
Comenzando su vida pública en el 2002, Chung ganó el título de Miss Cover Girl Crystal, un concurso de belleza, organizada y auspiciada anualmente por Crystal Mall, un centro comercial de Asia que reside en Metrotown, Burnaby.
En el 2003, Chung ganó el título de Miss China Vancouver, junto a otros tres premios del mismo evento, que le valió la oportunidad para participar y finalmente, ganar el concurso de Miss China Internacional organizado en el 2004 en Hong Kong. Ella fue elogiada por Kelly Chen, por su dulce voz, el día antes de este certamen. Chung se convirtió en la tercera concursante de Vancouver durante cuatro años para ganar el título de este evento que se celebraba anualmente.

### Televisión
| Año  | Título                         | Personaje               | Posición                                | Premios |
| ---- | ------------------------------ | ----------------------- | --------------------------------------- | --- |
| 2004 | Virtues of Harmony II          | Hung Bak Nam (Michelle) | Supporting Actress                      | Nominated – TVB Anniversary Award for Most Improved Female Artist |
| 2004 | Love Stories at Regalia Bay    | Ha Wai Ling (Ling)      | Guest Role                              | |
| 2005 | The Zone                       | Cathy                   | Guest Role                              | |
| 2005 | Always Ready                   | Sze Chor Kei (Sandra)   | 3rd Leading Actress                     | TVB Anniversary Award for Most Improved Female Artist Nominated – Astro Wah Lai Toi Award for My Favorite Onscreen Couple Nominated – Astro Wah Lai Toi Drama Award for My Favorite Character |
| 2006 | The Biter Bitten               | Lo Dan                  | 2nd Leading Actress                     | |
| 2006 | Forensic Heroes                | Lam Ding Ding           | 2nd Leading Actress                     | |
| 2007 | Heavenly In-Laws               | Tsz Mei                 | Leading Actress                         | |
| 2007 | Best Bet                       | To Lai Ying (Sheila)    | Leading Actress                         | |
| 2007 | Heart of Greed                 | Sheung Joi Sum          | One of the Main Leads                   | Nominated – TVB Anniversary Award for Best Actress Nominated – TVB Anniversary Award for My Favourite Female Character (Top 5) Astro Wah Lai Toi Drama Award for My Favourite Character Nominated – Astro Wah Lai Toi Award for Best Actress (Top 5) Next Magazine TV for Best Artist (Pos.9) Astro Wah Lai Toi Awards for My Favorite on Screen Couple |
| 2008 | A Journey Called Life          | Sze Ka-Ka               | Leading Actress                         | Nominated – TVB Anniversary Award for Best Actress (Top 5) Nominated – Astro Wah Lai Toi Drama Award for Best Actress (Top 5) Astro Wah Lai Toi Drama Award for My Favourite Character |
| 2008 | Forensic Heroes II             | Lam Ding Ding           | Guest Star                              | |
| 2008 | Moonlight Resonance            | Yu So Sum               | One of the Main Leads                   | Next Magazine TV 2009 for Best Artist (Pos.6) Nominated – Astro Wah Lai Toi Award for My Favorite on Screen Couple (Top 5) |
| 2008 | Legend of the Demigods         | Gai Choi-chi            | Leading Actress                         | Nominated – TVB Anniversary Award for My Favourite Female Character (Top 5) |
| 2008 | The Gem of Life                | Sung Chi Ling (Elise)   | Supporting Actress (First villain role) | Nominated – TVB Anniversary Award for Best Supporting Actress (Top 5) |
| 2009 | A Watchdog's Tale              | Lai Sin-yu (Sammi)      | Leading Actress                         | Next Magazine TV 2010 for Best Artist (Pos.6) |
| 2010 | Ghost Writer                   | Lau Sum Yu              | Leading Actress                         | Nominated – TVB Anniversary Award for Best Actress (Top 5) MY AOD Favourite Award for My Favourite Character |
| 2010 | Can't Buy Me Love              | Ng Say-duk              | 2nd Leading Actress                     | Nominated – TVB Anniversary Award for My Favourite Female Character (Top 5) Next Magazine TV 2011 for Best Artist (Pos.6) |
| 2010 | Twilight Investigation         | Chung Yee Tak           | Leading Actress                         | Next Magazine TV 2012 for Best Artist (Pos.5) |
| 2011 | Yes, Sir. Sorry, Sir!          | Koo Ka Nam (Carman)     | 2nd Leading Actress                     | Nominated – TVB Anniversary Award for Best Actress (Top 5) Nominated – TVB Anniversary Award for My Favourite Female Character (Top 5) Nominated – Ming Pao Anniversary Award for Outstanding Actress in Television Ming Pao Anniversary Award for My Most Supportive Performance Nominated – My AOD Favourite Awards for Best Actress (Top 5) My AOD Favourite Award for My Top 15 Favourite Characters Starhub TVB Award for My Favorite TVB on Screen Couple |
| 2011 | River of Wine                  | Sung Chi Ching          | Leading Actress                         | |
| 2011 | Super Snoops                   | Sze Ying                | Guest Star                              | |
| 2012 | L'Escargot                     | Kwan Ka Lok             | Leading Actress                         | Starhub TVB Award 2012 – My Favorite TVB Female Character |
| 2012 | Daddy Good Deeds               | Ko Yu Chu               | Leading Actress                         | |
| 2012 | House of Harmony and Vengeance | Bin Yuk-yin             | Leading Actress                         | |
| 2012 | Witness Insecurity             | Kiu Tze-lam (Hailey)    | Leading Actress                         | Next Magazine TV 2013 for Best Artist (Pos.1) Starhub TVB Award 2013 – My Favorite TVB Female Character Nominated – TVB Anniversary Award for Best Actress (Top 5) Nominated – My AOD Favourite Award for Best Actress (Top 5) My AOD Favourites Award for Top 15 Character Nominated – My AOD Favourites Award for Best Couple (Top 5) |
| 2012 | Missing You                    | Hong Yu-fung            | Leading Actress                         | |
| 2013 | Brother's Keeper               | Cheuk Ching (Rachel)    | Leading Actress                         | TVB Grand Production 2013 TVB Star Awards Malaysia 2013 - My Favourite TVB Actress in a Leading Role & My Favourite Top 15 TVB Drama Characters (1 of 15 winners) Nominated – TVB Star Award Malaysia for Best Couple (Top 5) Nominated – TVB Anniversary Award for Best Actress (Top 5) Nominated – TVB Anniversary Award for My Favourite Female Character (Top 5)                                                                                            |
| 2014 | All That Is Bitter Is Sweet    | Dou Gaai Kei            | Leading Actress                         | Starhub TVB Award 2014 – My Favorite TVB Female Character TVB Star Awards Malaysia 2014 - My Favourite Top 15 TVB Drama Characters (1 of 15 winners) |
| 2014 | Tiger Cubs II                  | Chung Wai-yan           | Leading Actress                         | |
| 2015 | Limelight Years                | Szeto Dik Dik           | Leading Actress                         | |

### Películas
| Año  | Título                                | Personaje         | Posición              | Hong Kong Film Awards         |
| ---- | ------------------------------------- | ----------------- | --------------------- | ----------------------------- |
| 2007 | Love Is Not All Around 《十分愛》     | Ching-ching 晴 晴 | 2nd Female Lead       | Best New Performer Nomination |
| 2008 | Playboy Cops 《花花型警》             | Lisa 麗 莎        | Leading Actress       |                               |
| 2008 | L For Love♥ L For Lies 《我的最愛》   | Yan 阿 欣         | Guest Star            |                               |
| 2010 | 72 Tenants of Prosperity 《72家租客》 | Ha Nui 哈女       | One of the main leads |                               |

### Álbumes
| Año  | Título                                                  | Información |
| ---- | ------------------------------------------------------- | --- |
| 2006 | Lady in Red (TVB) Album 金牌女兒紅                      | Release Date: May 2006 Label: Gold Label Various Artists Legends of Demigods theme-song. – "Swear" (發誓)                                                                                       |
| 2007 | 歌影傳情                                                | Release Date: 30 de mayo de 2007 Label: TVB Music Limited Various Artists Heart of Greed sub-theme – "Appreciated" (心領) -Linda Chung & Raymond Lam                                            |
| 2008 | Dinner for One, World for Two 一人晚餐二人世界          | Release Date: 20 de agosto de 2008 Label: Star Entertainment Debut Album |
| 2008 | Love TV 情歌精選                                        | Release Date: 21 de agosto de 2008 Label: TVB Music Limited Various Artists Best Bet theme-song – (心心相印) A Journey Called Life theme-song – "Small Story" (小故事) -Linda Chung & Steven Ma |
| 2008 | Dinner for One, World for Two Reloaded 一人晚餐二人世界 | Release Date: 21 de octubre de 2008 Label: Star Entertainment Second Version |
| 2009 | Love TV 情歌精選 2                                      | Release Date: 30 de noviembre de 2009 Label: TVB Music Limited Various Artists The Gem of Life sub-theme "無情有愛"                                                                             |
| 2009 | My Love Story                                           | Release Date: 12 de noviembre de 2009 Label: Star Entertainment |
| 2010 | My Love Story Happy Ending Edition                      | Release Date: 5 de febrero de 2010 Label: Star Entertainment Second Version |
| 2011 | My Private Selection                                    | Release Date: 25 de marzo de 2011 Label: Star Entertainment featuring older songs in previous albums, as well as newly released songs                                                           |
| 2012 | Love Love Love                                          | Release Date: 13 de noviembre de 2012 Label: Star Shine International 4th personal album released                                                                                               |